# Egon Pearson
Egon Sharpe Pearson, CBE, FRS (Hampstead, 11 de agosto de 1895 - Midhurst, 12 de junho de 1980), foi uma das três crianças e filho de Karl Pearson e como seu pai, um estatístico britânico pioneiro.

## Carreira
Egon estudou em Winchester College e Trinity College (Cambridge) e sucedeu ao pai como professor de estatística na University College London e editor do jornal Biometrika. Pearson é mais conhecido por desenvolver o Método de Neyman–Pearson para testes de hipóteses.
Foi presidente da Royal Statistical Society em 1955-1956 e foi laureado com a Medalha Guy de ouro em 1955. Foi nomeado com uma Ordem do Império Britânico em 1946 e foi eleito um Membro da Royal Society em março de 1966.

## Trabalhos
- On the Use and Interpretation of certain Test Criteria for the Purposes of Statistical Inference (coautoria de Jerzy Neyman em Biometrika, 1928)
- The History of statistics in the XVIIth and XVIIIth centuries (1929). Versão comentada de uma conferências de seu pai.
- On the Problem of the Most Efficient Tests of Statistical Hypotheses (coautoria de Jerzy Neyman, 1933)
- The Application of Statistical Methods to Industrial Standardisation and Quality Control. Londres: British Standards Institution, Publication Department. 1935[6]
- Karl Pearson : an appreciation of some aspects of his life and work (1938)
- The Selected Papers of E. S. Pearson. [S.l.]: Cambridge University Press. 1966
- Studies in the history of statistics and probability (coautoria de Maurice George Kendall, 1969)